# راي فيرفاكس
راي فيرفاكس (بالإنجليزية: Ray Fairfax)‏ هو لاعب كرة قدم بريطاني في مركز الدفاع، ولد في 14 نوفمبر 1941 في Smethwick ‏ في المملكة المتحدة. لعب مع وست بروميتش ألبيون.